# روسلان الا
روسلان الا (انگلیسی: Ruslan Elá؛ زادهٔ ۷ نوامبر ۱۹۸۳) بازیکن فوتبال اهل گینه استوایی است.
از باشگاه‌هایی که در آن بازی کرده‌است می‌توان به اشاره کرد.
وی همچنین در تیم ملی فوتبال گینه استوایی بازی کرده‌است.